# Condado de Pend Oreille
El condado de Pend Oreille (en inglés: Pend Oreille County), fundado en 1911, es uno de 39 condados del estado estadounidense de Washington. En el año 2009, el condado tenía una población de 12,946 habitantes y una densidad poblacional de 3 personas por km². La sede del condado es Newport.

## Geografía
Según la Oficina del Censo, el condado tiene un área total de 3691 km² (1425,1 mi²), de la cual 3626 km² (1400,0 mi²) es tierra y 65 km² (25,1 mi²) (1.76%) es agua.

### Condados adyacentes
- Condado de Boundary (Idaho) (este)
- Condado de Bonner (Idaho) (este)
- Condado de Spokane (sur)
- Condado de Stevens (oeste)

También comparte sus límites con Columbia Británica, Canadá.
- Distrito Regional Central Kootenay (norte).

### Áreas protegidas
- Bosque Nacional Colville
- Bosque Nacional Kaniksu
- Refugio Nacional de Vida Salvaje Little Pend Oreille

## Demografía
Según el censo de 2000, había 11,732 personas, 4,639 hogares y 3,261 familias residiendo en la localidad. La densidad de población era de 2 hab./km². Había 6,608 viviendas con una densidad media de 8 viviendas/km². El 93.53% de los habitantes eran blancos, el 0.14% afroamericanos, el 2.88% amerindios, el 0.63% asiáticos, el 0.20% isleños del Pacífico, el 0.57% de otras razas y el 2.04% pertenecía a dos o más razas. El 2.05% de la población eran hispanos o latinos de cualquier raza.
Los ingresos medios por hogar en la localidad eran de $31,677, y los ingresos medios por familia eran $36,977. Los hombres tenían unos ingresos medios de $36,951 frente a los $20,693 para las mujeres. La renta per cápita para el condado era de $15,731. Alrededor del 18.10% de la población estaban por debajo del umbral de pobreza.

## Transporte

### Carreteras principales
- U.S. Route 2
- Ruta Estatal 20
- Ruta Estatal 31

## Localidades
- Barstow
- Cusick
- Ione
- Metaline
- Metaline Falls
- Newport

### Otras comunidades
- Diamond Lake
- Jared
- Ruby
- Tiger
- Usk